# 盐州路街道
盐州路街道是中华人民共和国宁夏回族自治区吴忠市盐池县下辖的一个街道办事处。

## 行政区划
盐州路街道下辖以下村级行政区划单位：
利民社区、南关社区、芙蓉社区、北关社区、花园社区、小井坑社区、南苑社区、振兴社区、龙辰社区、龙翔社区、西苑社区。